# Servières-le-Château
Servières-le-Château är en kommun i departementet Corrèze i regionen Nouvelle-Aquitaine i de centrala delarna av Frankrike. Kommunen ligger  i kantonen Saint-Privat som tillhör arrondissementet Tulle. År 2022 hade Servières-le-Château 568 invånare.

## Befolkningsutveckling
Antalet invånare i kommunen Servières-le-Château
Referens:INSEE